# Robert Campin
Robert Campin (ok. 1375 - 26. april 1444), ki so ga nekdaj imenovali z zasilnim imenom Mojster iz Flémalla še prej pa tudi Mojster oltarja Merode ), je bil prvi veliki mojster flamskega in staronizozemskega slikarstva. Campinova identiteta in atribucija slik tako iz skupine pripisane Campinu kot tiste, ki so veljale za delo Mojstera iz Flémalla, so rezultat več desetletij raziskav in razhajanj med strokovnjaki. Campin je bil v življenju zelo uspešen, zato so njegove dejavnosti sorazmerno dobro dokumentirane, vendar svojih del ni podpisal ali datiral in nobenega z njim ni mogoče nedvomno povezati.
Korpus del je bil pripisan neidentificiranemu Mojstru iz Flémalla, ki je bil v 19. stoletju poimenovan po treh verskih tablah, ki naj bi prihajale iz samostana v Flémallu. Za vsakega se domneva, da je krilo triptiha ali poliptiha in sta Devica in otrok pred pletenim zastorom kamina, ki je zdaj v Londonu, fragment table Tat na križu v Frankfurtu in bruseljska različica Oltarja Mérode.
Campin je bil leta 1406 aktiven kot mojster v Tournaiju v današnji Belgiji in je postal vodilni slikar tega mesta za 30 let. Državljanstvo je dobil leta 1410 in je morda študiral pri Janu van Eycku. Njegova slava se je do leta 1419 razširila dovolj, da je vodil veliko in donosno delavnico. V upor bratovščine se je vključil v začetku 1420-ih; to je skupaj z zunajzakonsko zvezo z žensko po imenu Leurence Pol privedlo do njegovega zapora. Kljub temu je ohranil svoj položaj in delavnico do svoje smrti leta 1444.
Zgodnje Campinove table prikazujejo vpliv mednarodnih gotskih umetnikov, bratov Limbourg (1385 - 1416) in Melchiorja Broederlama (ok. 1350 - ok.1409), vendar bolj realistične kot kateri koli zgodnejši umetnik, kar je dosegel z inovacijami pri uporabi oljnih barv. V življenju je bil uspešen in prejemnik številnih državnih naročil. Campin je poučeval tako Rogierja van der Weydna (v teh zgodnjih zapisih imenovan Rogelet de la Pasture, francoska različica njegovega imena) kot Jacquesa Dareta. Bil je sodobnik Jana van Eycka in spoznala sta se leta 1427. Campinovo najbolj znano delo je Oltar Mérode iz leta 1425–28.

## Življenje
Campin se je prvič pojavil v Tournaiju iz arhivov 1405–06, kot svobodni mojster ceha zlatarjev in slikarjev, o njegovem izvoru in rojstnem kraju pa je bilo veliko ugibanj, ki dejansko niso znana, čeprav je včasih naveden kot da se je rodil v Valenciennesu.  Leta 1408 je kupil hišo, ki jo je dal v najem od leta 1406 v bližini stolnice v Tournaiju. Leta 1410 je kupil polno državljanstvo. Zapisi kažejo na veliko število naročil posameznikov in cehov ter cerkvenih in civilnih oblasti. Campin je imel v lasti več hiš, kupil je mestne obveznice in vlagal v hipoteke.
Med letoma 1423 in 1429 so v mestni vladi prevladovali cehi. Campin je bil namestnik dekana ceha zlatarjev in slikarjev v letih 1423/24 in 1425. Leta 1427 je zastopal ceh v mestnem svetu. Po obnovi oligarhije polnopravnih državljanov so na sodišče privedli voditelje cehovskega režima, vključno z Robertom Campinom. Campinu je bilo naloženo, naj roma v Saint-Gilles in plača globo.
Campin je bil poročen z Ysabel de Stocquain. Par je bil brez otrok. Imel je afero z Laurence Polette, zaradi česar je bil leta 1432 preganjan in eno leto obsojen na izgon.  Margareta Burgundska, sestra Ivana Neustrašnega, vojvode Burgundije, je zanj posredovala, kar je znižalo obsodbo na globo. Kmalu po razsodbi sta bila Campinova vajenca Rogier van der Weyden in Jacques Daret sprejeta kot mojstra v slikarski ceh. Vendar datiran Werlov triptih (1438) kaže, da je še naprej delal (dve zunanji krili sta v Pradu; glavna tabla je izgubljena). Umrl je v svojem posvojenem mestu Tournai leta 1444.

## Identiteta in slog
Čeprav je bil Campin močno zadolžen za estetiko iluminiranih rokopisov iz konca 14. stoletja, je pokazal večjo moč realističnega opazovanja kot kateri koli drug slikar pred njim. Bil je eden prvih, ki je namesto jajčne tempere eksperimentiral z uporabo barv na oljni osnovi, da bi dosegel sijaj barv, značilnih za to obdobje. Campin je z novo tehniko prenašal močne, zaobljene like z modeliranjem svetlobe in sence v kompozicijah kompleksnih perspektiv. Vprašanje o tem, kako zapletena simbolika, ki je splošno sprejeta kot del Van Eycka, obstaja tudi v delih Campina.
Umetnostni zgodovinarji že dolgo želijo izslediti začetke severne renesanse - z veliko manj dokazov kot v Italiji. Dolgo časa se je mislilo, da je Jan van Eyck prvi slikar, ki je v celoti izkoristil novosti, ki so se pokazale pri iluminaciji rokopisa pri slikanju tabel. Konec 19. stoletja pa je postalo jasno, da je bil Van Eyck sodobnik umetnika, ki je naslikal številna dela, med drugim Oltar Mérode. Pred približno 1428 je oltarni nastavek (danes v Metropolitanskem muzeju umetnosti v Cloisters) prežeta z ljubeznijo do podrobnosti in realizma. Trije drugi paneli na podoben način, ki naj bi prihajali iz tako imenovane opatije Flémalle (ugotovljeno je bilo, da take opatije dejansko ni bilo), so zdaj v Frankfurtu. Trdili so, da ta dela pripadajo nekemu Mojstru iz  Flémalleja, čigar identitete takrat ni bilo mogoče ugotoviti.
V 20. stoletju je več strokovnjakov predlagalo, da je Mojster iz Flémalla v resnici Robert Campin, dokumentiran kot mojster v Tournaiju iz leta 1406. Argument se nanaša na članek, v katerem sta omenjena dva učenca, ki sta leta 1427 vstopila v njegov atelje - Jacques Daret in Rogelet de la Pasture. Slednji je bil verjetno Rogier van der Weyden. Daretova zelo dobro dokumentirana oltarna slika kaže presenetljive podobnosti z deli Mojstra iz Flémalleja, pa tudi zgodnja van der Weydnova dela. Zato je skušnjava domnevati, da sta bila Daret in Rogier učenca Mojstra iz Flémalleja, tj. Roberta Campina. Druga možnost pa je, da je table iz Flémalla naslikal sam van der Weyden, ko je bil star dvajset let. Nekateri strokovnjaki so celo pripisovali znamenito Snemanje v Pradu (Madrid) Campinu in ne van der Weydnu.
Najbolj natančna definicija del iz Campinove roke vključuje le table Flémalle, Rojstvo v Dijonu, Križani tat (fragment Križanja) v Frankfurtu, dva portreta moškega in ženske v Londonu (okoli leta 1430) in morda Seilernov triptih. To je stališče Lorne Campbella, ki izključuje najbolj znana dela, ki se mu običajno pripisujejo in so nato dodeljena njegovi delavnici ali sledilcem.

## Delo
Polaganje v grob (ali "Seilernov triptih", Inštitut Courtauld v Londonu) je datiran okoli leta 1425. Osrednja tabla prikazuje njegov dolg do takratne skulpture (znano je bilo, da je Campin polikromiral več kipov). Po tem je okoli 1420–1425 naslikal Marijino poroko (muzej Prado, Madrid) in Rojstvo (Musée des Beaux-Arts de Dijon).
Okoli leta 1425–1428 je Campin naslikal Oltar Mérode, triptih naročen za zasebno uporabo. Oznanjenje zavzema osrednjo tablo. Prikazan je nadangel Gabrijel, ki se približuje Mariji, ki sedi pri branju. Upodobljena je v urejenem flamskem domu srednjega razreda. V Ermitažu je mogoče videti več del, pripisanih Robertu Campinu, vključno z diptihi, ki prikazujejo Sveto Trojico in Devico z otrokom. Druga dela so razstavljena v Pradu in Londonski narodni galeriji.

## Izbrana dela
- Marijina poroka, ok. 1420, Prado, Madrid.
- Oznanjenje, 1420-1425
- Rojstvo, ok. 1420-30. Musée des Beaux-Arts de Dijon
- Devica in otrok, pred 1430
- Devica in otrok pred pletenim zastorom kamina, 1440
- Sveta Trojica, ok.1433-35
- Levo krilo Werlovega triptiha. 1438, Prado, Madrid.

## Sources
- Lorne Campbell. The Fifteenth Century Netherlandish Paintings. National Gallery, 1998. ISBN 978-1-85709-171-7
- Foister, Susan; Susie Nash. Robert Campin: new directions in scholarship. London: National Gallery, 1996
- Jacobs, Lynn. Opening Doors: The Early Netherlandish Triptych Reinterpreted. University Park, PA: Pennsylvania State University Press, 2011. ISBN 0-271-04840-9
- Thürlemann, Felix. Robert Campin: A Monographic Study with Critical Catalogue. Prestel, 2002. ISBN 978-3-7913-2778-5